# Theaterpreis Hamburg – Rolf Mares
Der Theaterpreis Hamburg – Rolf Mares (vormals Rolf-Mares-Preis) ist ein Hamburger Theaterpreis.
Der Preis wurde durch alle Hamburger Theater ins Leben gerufen und wird von ihnen gemeinsam finanziert. Namensgeber des Preises ist Rolf Mares († 2002), der unter anderem Direktor der Hamburgischen Staatsoper und Leiter der Komödie Winterhuder Fährhaus war. Ausgezeichnet werden herausragende Leistungen in Kategorien wie z. B. Inszenierung/Aufführung, Dramaturgie, Bühnen-/Kostümbild, Darsteller/Darstellerin und anderen Bereichen der Theaterarbeit. Die Preisträger erhalten je 1000 Euro und einen hochwertigen Montblanc-Füllfederhalter.
Der Preis wurde 2006 zum ersten Mal verliehen. Er zeichnet außergewöhnliche künstlerische Leistungen auf Hamburgs Bühnen aus. Der Preis wurde bis 2016 jeweils an insgesamt zwölf Preisträger verliehen. Ab 2017 wurde die Anzahl der Preisträger auf acht Gewinner reduziert. Zusätzlich gibt es seit 2007 einen Sonderpreis für langjährige außergewöhnliche Leistungen im Rahmen des Hamburger Theaterlebens, jedoch abseits des Rampenlichtes der Bühne.

## Preisträger

### 2006
Herausragende Inszenierung/Aufführung
- Jens Paarmann für seine Inszenierung von Siedepunkt 1140 am Monsun-Theater
- Andreas Bode für seine Inszenierung von Don Giovanni auf Kampnagel
- Klaus Schumacher für seine Inszenierung von Mutter Afrika im Jungen Schauspielhaus des Deutschen Schauspielhauses

Herausragende Leistung Darstellerin/Sängerin/Tänzerin
- Nicole Heesters und Barbara Nüsse für ihre Darstellung in Vita und Virginia an den Hamburger Kammerspielen
- Jeannette Arndt für ihre Darstellung in Nuts am Ernst Deutsch Theater
- Susanne Wolff für ihre Darstellung in Penthesilea am Thalia Theater

Herausragende Leistung Darsteller/Sänger/Tänzer
- Roland Renner und Gerhard Garbers für ihre Darstellung in Der Garderobier an den Hamburger Kammerspielen
- Konstantin Graudus und Lutz Herkenrath für ihre Darstellung in Der Krawattenklub in der Komödie Extra am Winterhuder Fährhaus
- Samuel Weiss für seine Darstellung in Die Krönung Richards III. am Deutschen Schauspielhaus

Herausragendes Bühnen- oder Kostümbild
- Thomas Rupert für sein Bühnenbild Sommergäste am Thalia Theater
- Christian Schmidt für sein Bühnenbild Simon Boccanegra an der Staatsoper Hamburg
- Félicie Lavaulx-Vrécourt für ihr Bühnenbild De flegen Holländer am Ohnsorg-Theater

### 2007
Herausragende Inszenierung/Aufführung
- Michael Bogdanov für seine Inszenierung Warten auf Godot an den Hamburger Kammerspielen
- Stephan Kimmig für seine Inszenierung Maria Stuart am Thalia Theater
- Andreas Bode für seine Inszenierung l’orfeo auf Kampnagel

Herausragende Leistung Darstellerin/Sängerin/Tänzerin
- Heidi Mahler für ihre Darstellung in Mudder Mews im Ohnsorg-Theater
- Maren Eggert für ihre Darstellung in Gefährliche Liebschaften im Thalia Theater
- Silvia Azzoni für ihre Darstellung in Die kleine Meerjungfrau im Hamburg Ballett / Hamburgische Staatsoper

Herausragende Leistung Darsteller/Sänger/Tänzer
- Alexander Simon für seine Darstellung in Die Katze auf dem heißen Blechdach im Thalia Theater
- Timothy Robinson für seine Darstellung in Billy Budd an der Hamburgischen Staatsoper
- Tim Fischer für seine Darstellung in Adam Schaf hat Angst im Schmidt Theater

Herausragendes Bühnen- oder Kostümbild
- Peter Schmidt für seine Ausstattung von Nathan der Weise am Ernst Deutsch Theater
- Robert Schweer für sein Bühnenbild von Tintenherz im Deutschen Schauspielhaus
- Marcel Weinand und Gesine Lenz für ihre Raumkonzeption von Woolworld im Lichthof Theater

Sonderpreis: Hanne Mogler (Intendantin des fools garden theater)

### 2008
Herausragende Inszenierung/Aufführung
- Gil Mehmert für Der Elefantenmensch im Altonaer Theater
- Sebastian Nübling für Pornographie im Deutschen Schauspielhaus
- Nino Haratischwili für Agonie im Lichthof Theater

Herausragende Leistung Darstellerin/Sängerin/Tänzerin
- Jana Schulz für ihre Darstellung als Tellheim in Minna von Barnhelm im Deutschen Schauspielhaus
- Katharina Matz für ihre Darstellung in Das letzte Feuer im Thalia Theater
- Feline Knabe für ihre Darstellung als Carmen im Opernloft – Junges Musiktheater Hamburg

Herausragende Leistung Darsteller/Sänger/Tänzer
- Markus Boysen für seine Darstellung in Blackbird in den Hamburger Kammerspielen
- Joachim Bliese für seine Darstellung in Atschüüß, mien Leev im Ohnsorg-Theater
- Renato Schuch für seine Darstellung in Träumer im Jungen Schauspielhaus

Herausragendes Bühnen- oder Kostümbild
- Kathrin Kegler für Don Pasquale im Allee-Theater
- Anne Ehrlich für Das letzte Feuer im Thalia Theater
- Simeon Meier für Nostalgie 2175 im Thalia in der Gaußstraße

Sonderpreis: Gilla Cremer für Theater Unikate

### 2009
Herausragende Inszenierung/Aufführung
- Angela Richter für Der Fall Esra auf Kampnagel
- Nicolas Stemann für Die Räuber am Thalia Theater
- Roger Vontobel für Das Käthchen von Heilbronn am Deutschen Schauspielhaus

Herausragende Leistung Darstellerin/Sängerin/Tänzerin
- Evi Kehrstephan und Nina Aens für ihre Darstellung in Minna von Barnhelm im Ernst Deutsch Theater
- Marion Martienzen für ihre Darstellung in Nachttankstelle im St. Pauli Theater
- Herma Koehn für ihre Darstellung in Misery im Ohnsorg-Theater

Herausragende Leistung Darsteller/Sänger/Tänzer
- Norman Hacker für seine Darstellung in Der Reigen und Vor Sonnenaufgang im Thalia Theater
- Stefan Haschke für seine Darstellung in Herr Lehmann und Maß der Dinge in den Hamburger Kammerspielen und im Altonaer Theater
- Michael Schade für seine Darstellung in Death in Venice in der Hamburgischen Staatsoper

Herausragendes Bühnen- oder Kostümbild
- Eva Humburg für Leas Tag, Kontraste in der Komödie Winterhuder Fährhaus
- Claudia Weinhart für Die Perlenfischer, Opernloft
- Doris Dziersk für Ein Volksfeind im Deutschen Schauspielhaus

Sonderpreis: Corny Littmann für seine Verdienste um die Theater auf St. Pauli

### 2010
Herausragende Inszenierung/Aufführung
- Nina Pichler für Die zweite Frau im Monsun-Theater
- Inken Rahardt für Tolomeo, Opernloft
- Alexander Riemenschneider für Von Mäusen und Menschen im Jungen Schauspielhaus

Herausragende Leistung Darstellerin/Sängerin/Tänzerin
- Meike Harten in Die Ratte und Der Gast im Theater Kontraste im Winterhuder Fährhaus
- Karin Neuhäuser in Andersen. Trip zwischen den Welten im Thalia Theater
- Hellen Kwon in Das Gehege in der Hamburgischen Staatsoper

Herausragende Leistung Darsteller/Sänger/Tänzer
- Uwe Friedrichsen in John Gabriel Borkmann im Ernst Deutsch Theater
- Volker Lechtenbrink in Frost/Nixon, in den Hamburger Kammerspielen
- Jörg Pohl in Die Welt ist Groß… im Thalia in der Gaußstraße

Herausragendes Bühnen- oder Kostümbild
- Martin Zehetgruber für Baumeister Solness im Deutschen Schauspielhaus
- Lilot Hegi für Warten auf Godot im Ernst Deutsch Theater
- Hans Winkler für Nix as Sand im Ohnsorg-Theater

Sonderpreis: Marion Keller und Roger Keller

### 2011
Herausragende Inszenierung/Aufführung
- Jette Steckel für Don Carlos im Thalia Theater
- Roger Vontobel für Penthesilea im Deutschen Schauspielhaus
- Clifford Dean für This is how it goes im English Theatre

Herausragende Leistung Darstellerin/Sängerin/Tänzerin
- Claudia Amm als Violet Weston in Eine Familie im Ernst Deutsch Theater
- Vanessa Czapla als Jenny in Atmen im Monsun-Theater
- Yvonne Disqué als Lola Blau in Heute abend – Lola Blau im Engelsaal

Herausragende Leistung Darsteller/Sänger/Tänzer
- Oskar Ketelhut als Fritz in Slagsiet im Ohnsorg-Theater
- Nicki von Tempelhoff als Jeffrey Skilling in Enron in den Kammerspielen
- Sven Fricke als Frank Lehmann in Neue Vahr Süd im Altonaer Theater

Herausragendes Bühnen- oder Kostümbild
- Andre Barbé für La Cenerentola in der Staatsoper
- Katrin Plötzky für Der goldene Drache im Deutschen Schauspielhaus
- Kathrin Kegler für Vom Fischer und seiner Frau im Theater für Kinder

Sonderpreis: Michael Batz

### 2012
Herausragende Inszenierung/Aufführung
- Harald Weiler für Der Wind macht das Fähnchen, Theater Kontraste in der Komödie Winterhuder Fährhaus
- Ingrid Lausund für Zeit in den Hamburger Kammerspielen
- Yuka Oishi und Orkan Dann für Renku im Hamburg Ballett

Herausragende Leistung Darstellerin/Sängerin/Tänzerin
- Patrycia Ziółkowska in Faust im Thalia Theater
- Lisa Jackson als Gilda in Rigoletto im Opernloft
- Carolin Fortenbacher in Oh Alpenglühn im Schmidt Theater

Herausragende Leistung Darsteller/Sänger/Tänzer
- Erkki Hopf in De lütte Horrorladen im Ohnsorg-Theater
- Burghart Klaußner in Tod eines Handlungsreisenden im St. Pauli Theater
- Josef Heynert als Karol in Das erste Mal im Monsun-Theater

Herausragendes Bühnen- oder Kostümbild
- Peter Baur für Orlando, Thalia Theater in der Gaußstraße
- Achim Römer für Die Physiker, Ernst Deutsch Theater
- Frank Thannhäuser für Polizeirevier Davidswache, Imperial Theater

Sonderpreis: Michael Müller (Theaterpädagoge und Regisseur am Deutschen Schauspielhaus)

### 2013
Herausragende Inszenierung/Aufführung
- Carola Unser für Der WONDERFUL Zauberer von Oz im Lichthof Theater
- Philipp Kochheim für Lauter Verrückte in der Hamburger Kammeroper
- Bastian Kraft für Der zerbrochne Krug im Thalia Theater

Herausragende Leistung Darstellerin/Sängerin/Tänzerin
- Leslie Malton als Dorine in Tartuffe im Ernst Deutsch Theater
- Gabriela Maria Schmeide als Zerlina in Don Giovanni. Letzte Party im Thalia Theater
- Uta Stammer als Karoline in Noch eenmal verleevt im Ohnsorg-Theater

Herausragende Leistung Darsteller/Sänger/Tänzer
- Markus John als Ödipus in Ödipus im Deutschen Schauspielhaus
- Stephan Kampwirth als Sebastian in Wir lieben und wissen nichts in den Hamburger Kammerspielen
- Marcus Bluhm als Georg VI. in The King’s Speech im St. Pauli Theater

Herausragendes Bühnen- oder Kostümbild
- Florian Lösche für Don Giovanni. Letzte Party im Thalia Theater
- David Hohmann für Die Firma dankt im Theater Kontraste, Winterhuder Fährhaus
- Annette Kurz für La Traviata in der Hamburgischen Staatsoper

Sonderpreis: Nils Loenicker

### 2014
Herausragende Inszenierung/Aufführung
- Mona Kraushaar für Shakespeares Was Ihr wollt im Ernst Deutsch Theater
- Jochen Biganzoli für Der Meister und Magarita in der Hamburgischen Staatsoper
- Ingo Putz für Leonce und Lena auf der Jugendbühne des Ohnsorg-Theaters

Herausragende Leistung Darstellerin/Sängerin/Tänzerin
- Sandra Keck als Johanna Homann in Lengen na Leev im Ohnsorg-Theater
- Kerstin Hilbig als Fanny in Der Hässliche im Winterhuder Fährhaus
- Bettina Stucky als Senegalesin in Nach Europa im Malersaal des Deutschen Schauspielhauses

Herausragende Leistung Darsteller/Sänger/Tänzer
- Joachim Meyerhoff als Arnolphe in Die Schule der Frauen im Deutschen Schauspielhaus
- Patrick Abozen als Driss in Ziemlich beste Freunde in den Hamburger Kammerspielen
- Das Ensemble Julian Greis, Mirco Kreibich, Daniel Lommatzsch, Thomas Niehaus, Jörg Pohl, Rafael Stachowiak, André Szymanski und Sebastian Zimmler für Moby Dick im Thalia Theater

Herausragendes Bühnen- oder Kostümbild
- Lani Tran-Duc für Besuch im Lichthof Theater
- Lars Peter für Der talentierte Mr. Ripley im Altonaer Theater
- Margarethe Mast für Der Freischütz im Opernloft

### 2015
Herausragende Inszenierung/Aufführung
- Inken Rahardt für Orlando Furioso im Opernloft
- Georg Münzel für Fast genial im Altonaer Theater
- Kommando Himmelfahrt für Die Speisung der 5.000 auf Kampnagel

Herausragende Leistung Darstellerin/Sängerin/Tänzerin
- Lina Beckmann als Zoe in Ab jetzt im Deutschen Schauspielhaus
- Katharina Abt als Silvia in Kaspar Häuser Meer im Theater KONTRASTE im Winterhuder Fährhaus
- Julia Wieninger als Winnie in Glückliche Tage im Malersaal des Deutschen Schauspielhauses

Herausragende Leistung Darsteller/Sänger/Tänzer
- Erkki Hopf als Arwin alias Zasa in Dat Narrenhuus im Ohnsorg-Theater
- Jens Harzer als Friedrich Wetter Graf vom Strahl in Das Käthchen von Heilbronn im Thalia Theater
- Ulrich Bähnk als Hardy in Laurel&Hardy in den Hamburger Kammerspielen

Herausragendes Bühnen- oder Kostümbild
- Raimund Bauer für Der Vater im St. Pauli Theater
- Johannes Schütz für Pfeffersäcke im Zuckerland und strahlende Verfolger im Malersaal des Deutschen Schauspielhauses
- Eva Humburg für Das Boot im Ernst Deutsch Theater

Sonderpreis: Die Förder- und Freundeskreise der Hamburger Theater

### 2016
Herausragende Inszenierung/Aufführung
- Barbara Bürk und Clemens Sienknecht für Effi Briest – allerdings mit anderem Text und auch anderer Melodie im Malersaal
- Clara Weyde für Das Totenschiff im Lichthof Theater
- Katie Mitchell für Reisende auf einem Bein im Deutschen Schauspielhaus
- Cornelia Ehlers für Tallymann un Schutenschubser im Ohnsorg-Theater

Herausragende Leistung Darstellerin/Sängerin/Tänzerin
- Luminita Andrei als Giuseppina Strepponi in Verdi und die Dame mit Noten in der Hamburger Kammeroper
- Kristin Suckow als Luise Miller in Kabale und Liebe im Ernst Deutsch Theater

Herausragende Leistung Darsteller/Sänger/Tänzer
- Kristof Van Boven als Eliza in Pygmalion im Thalia Theater
- Robert Stadlober als Tommo Peaceful in Private Peaceful in den Hamburger Kammerspielen
- Edgar Selge als François in Unterwerfung im Deutschen Schauspielhaus

Herausragendes Bühnen- oder Kostümbild
- Matthias Koch für Das Schloss im Thalia Theater
- Olaf Altmann für Les Troyens in der Staatsoper Hamburg
- Signa Köstler und Mona el Gammal für Söhne & Söhne im Deutschen Schauspielhaus

Sonderpreis: Franz-Joachim Kowynia, Vorderhausleiter im Thalia Theater

### 2017
Herausragende Inszenierung
- Murat Yeginer für Hinter der Mauer ist das Glück am Theater Kontraste
- Jette Steckel für Das achte Leben (für Brilka) am Thalia Theater
- Dmitri Tcherniakov für Senza Sangue/Herzog Blaubarts Burg an der Hamburgischen Staatsoper

Herausragende Darstellerin/Herausragender Darsteller
- Christopher Buckley als Philip in Orphans am English Theatre of Hamburg
- Maja Schöne als Nana in Geld am Thalia Theater
- Carlo Ljubek als Dorfrichter Adam in Der zerbrochne Krug am Deutschen Schauspielhaus
- Farina Violetta Giesmann[1] als Tilda in Honnig in'n Kopp am Ohnsorg-Theater
- Peter Bause als Jacob Weintraub in Place of Birth: Bergen-Belsen an den Hamburger Kammerspielen

Sonderpreis: Kerstin Evert für ihre künstlerische Leitung am K3 – Zentrum für Choreographie, Tanzplan Hamburg

### 2018
Herausragende Inszenierung
- Paul-Georg Dittrich für I.th.Ak.A. an der opera stabile der Staatsoper Hamburg
- Marius Kob für Frankenstein, eine Koproduktion der Staatsoper Hamburg und Kampnagel
- Cora Sachs für Wenn wir tanzen, summt die Welt im Monsun-Theater
- Beate Zoff für die Ausstattung von Romeo un Julia am Ohnsorg-Theater

Herausragende Darstellerin/Herausragender Darsteller
- Charly Hübner als Fritz Honka in Der goldene Handschuh am Deutschen Schauspielhaus
- Jele Brückner als Elisabeth I. in Maria Stuart am Ernst Deutsch Theater
- Lisa Hagmeister als Selma in Dancer in the Dark am Thalia in der Gaußstraße
- Marius Adam als Don Pomponio Storione in La Gazetta an der Hamburger Kammeroper

Sonderpreis: Erik Schäffler für seine Arbeit als Schauspieler, Synchronsprecher, Regisseur, Produzent und Autor sowie als Gründer des freien Theaters „Triebwerk“ und die Inszenierung mit der Gruppe „Axensprung“ an öffentlichen Hamburger Plätzen

### 2019
Herausragende Inszenierung
- Kevin Haigen für das Projekt Bundesjugendballett trifft Shakespeare am Ernst Deutsch Theater
- Kirill Serebrennikov für Nabucco an der Staatsoper Hamburg

Herausragende Darstellerin/Herausragender Darsteller
- Till Huster als Paul Hinrichs in De Mann in’n Strom am Ohnsorg-Theater
- Anika Mauer als Sophie im gleichnamigen Stück am Ernst Deutsch Theater
- Cathérine Seifert als Barbara in Eine Familie am Thalia Theater

Herausragendes Bühnenbild: Eva-Maria Bauer für die Installation zu „Maria“ im Thalia Theater
Musik: Clara Jochum und Hannes Wittmer für die Musik der Produktion Das Hirn ist ein Taubenschlag am Monsun-Theater
Herausragende Dramaturgie: Rita Thiele für die Bühnenfassung von Die Übriggebliebenen am Deutschen Schauspielhaus
Sonderpreis: Lisa Politt und Gunter Schmidt für außergewöhnliche Leistungen im Rahmen des Hamburger Theaterlebens am Polittbüro

### 2020
Herausragende Darstellerin/Herausragender Darsteller
- Ute Hannig für ihre Darstellung der Rolle der Ora in Eine Frau flieht vor einer Nachricht am Deutschen Schauspielhaus
- Freja Sandkamm als Violetta in Verdis La Traviata in der Inszenierung von Inken Rahardt am Opernloft
- Maria Hartmann als Fran in Dinge, die ich sicher weiß am Ernst Deutsch Theater
- Barbara Auer als Judith und Johann von Bülow als Vernehmungsbeamter in Heilig Abend am St. Pauli Theater
- Stephan Benson und Christian Nickel als ungleiches Brüderpaar in Bruder Norman im Polittbüro
- Sebastian Zimmler für seine Rolle des Jakub Shapiro in Der Boxer im Thalia in der Gaußstraße

Beste Regie/Dramaturgie: Kathrin Mayr (Regie) und Clemens Mädge (Dramaturgie) für ihre Arbeit Fabian oder der Gang vor die Hunde im Monsun-Theater
Herausragendes Bühnenbild: Zita Schnábel für ihre Bühne zu Kafkas Das Schloss
Sonderpreis: alle Theater Hamburgs, die in der schwierigen Zeit der Schließung ihren Zuschauern digitale Beiträge zur Verfügung gestellt haben

### 2021
Um den besonderen Umständen der Covid-19-Pandemie und der damit verbundenen fast eineinhalbjährigen Schließung der Theater Rechnung zu tragen, wurden in diesem Jahr auch herausragende digitale Inszenierungen ausgezeichnet.
Herausragende Inszenierung: Helge Schmidt für die künstlerische Umsetzung seiner Inszenierung Tax for free am Lichthof Theater
Herausragende digitale Inszenierung: David Bösch, Patrick Bannwart und Falko Herold für ihr filmisches Gesamtkunstwerk Weiße Rose an der Staatsoper Hamburg
Herausragende Darstellerin/Herausragender Darsteller
- Thomas Niehaus für seine Rolle des Ingwer Feddersen im Stück Mittagsstunde am Thalia Theater
- Ines Nieri für die temperamentvolle und intensive Verkörperung von gleich vier Rollen in Erik Schäfflers Inszenierung Tyll am Ernst Deutsch Theater
- Eva Mattes für die Darstellung der Kirke in der Uraufführung von Elfriede Jelineks Lärm. Blindes Sehen. Blinde Sehen! am Deutschen Schauspielhaus Hamburg

Sonderpreis: Behörde für Kultur und Medien für die Unterstützung der Hamburger Theater in der Zeit der coronabedingten Schließungen.

### 2022
Herausragende Darstellung
- Claudia Isbarn für ihre Rolle der Maria in Die Maria und der Mohamed am kleinen hoftheater
- Daniel Hoevels für die Rolle des Michail German in Revolution am Deutschen Schauspielhaus Hamburg
- Jascha Schütz für die Rolle des Woyzeck im gleichnamigen Stück am Theater das Zimmer

Herausragende Konzeption: John Neumeier für Die Unsichtbaren am Ernst Deutsch Theater
Herausragende Regie: Ayla Yeginer für Kleiner Mann – was nun? im Ohnsorg Studio
Herausragende Maske: Julia Wilms, Jutta Böge, Esther Chahbaznia und Jelena Miletic für Tod in Venedig am Thalia Theater / Thalia in der Gaußstraße
Sonderpreis: Francoise Hüsges für außergewöhnliche Leistungen im Rahmen des Hamburger Theaterlebens für die Leitung des monsun.theater

### 2023
Herausragende Inszenierung:
- Paul Glaser für The Pride am English Theatre of Hamburg
- Bastian Kraft für Der Talisman am Thalia Gaußstraße

Herausragende Darstellung:
- Kristof Van Boven für die Rolle des Macbeth in Macbeth am Deutschen Schauspielhaus Hamburg
- Teresa Weißbach für die Rolle der Hedda in Hedda Gabler an den Hamburger Kammerspielen

Herausragendes Musik und Komposition:
- Salvatore Sciarrino für Venere e Adone an der Staatsoper Hamburg
- Amy Brinkman-Davis für Hans und Grete am Opernloft im Alten Fährterminal Altona

Herausragendes Bühnenbild:
- Jürgen Höth für Dat Füerschipp am Ohnsorg-Theater (posthum)

Sonderpreis: Michael Frowin und Heiko Schlesselmann für außergewöhnliche Leistungen im Rahmen des Hamburger Theaterlebens für die Leitung des Theaterschiffs Hamburg

### 2024
Herausragende Darstellung:
- Merlin Sandmeyer für die Rolle des Josef K. in Der Prozess am Thalia Theater
- Katharina Schüttler für die Rolle der Tessa Jane Ensler in Prima Facie an den Hamburger Kammerspielen
- Ulrich Bähnk für die Rolle des Serge in Serge am Altonaer Theater
- Olivia Warburton für die Rolle der Anne Frank in Das Tagebuch der Anne Frank an der Opera Stabile der Hamburgischen Staatsoper
- Dennis Svensson für die Rolle der Céline Dion in James Brown trug Lockenwickler am St. Pauli Theater

Herausragender Text
- Roland Schimmelpfennig für Anthropolis am Deutschen Schauspielhaus

Herausragende Regie
- Inken Rahardt für Fußballoper im Opernloft
- Ingo Putz für De Schimmelrieder im Ohnsorg Studio

Herausragendes Bühnenbild und Kostüme
- Yvonne Marcour für De Schimmelrieder im Ohnsorg Studio